# Michalków (zniesiona kolonia)
Michalków – kolonia w Polsce, położona w województwie lubelskim, w powiecie bialskim, w gminie Terespol.
W latach 1975–1998 miejscowość administracyjnie należała do województwa bialskopodlaskiego.
Nazwę zniesiono z 2023 r.